# Fulgeriș, Bacău
Fulgeriș este un sat în comuna Pâncești din județul Bacău, Moldova, România.